# 嘉布莉·麗文
嘉布莉·麗文（英語：Gabrielle Zevin，1977年10月24日—），亦译作加布瑞埃拉·泽文、加·泽文，美國小說家、編劇。

## 經歷
紐約市出身，2000年自哈佛大學畢業。她父親家族有阿什肯納茲猶太人、俄羅斯、立陶宛和波蘭血統，她母親則是韓國移民。
2005年出版第一本小說《另一個地方：少女麗茲的生命之旅》，同年本書獲得美國Borders Original Voices Award。
2016年以《A.J.的書店人生》榮獲日本本屋大賞翻譯小說部門第1位。

## 著作
- 《A.J.的書店人生》(The Storied Life of A. J. Fikry, 2014)
- 《曾經太年輕》(Young Jane Young, 2017)
- 《明日, 明日, 又明日》(Tomorrow, and Tomorrow, and Tomorrow, 2022)